# Орлеан (футбольний клуб)
СС «Орлеан Луара» (фр. Union sportive Orléans Loiret football) — французький футбольний клуб з міста Орлеан, заснований у 1976 році як «Орлеан Араго». Виступає в Лізі 2. Домашні матчі приймає на стадіоні «Стад де ла Сурс», потужністю 7 533 глядачі.